# Spodnje Pirniče
Spodnje Pirniče este o localitate din comuna Medvode, Slovenia, cu o populație de 724 de locuitori.